# Maciej Bykowski
Maciej Bykowski (ur. 22 lutego 1977 w Elblągu) – polski piłkarz występujący na pozycji napastnika.

## Życiorys
Grę w piłkę rozpoczął w Olimpii Elbląg (w tamtym czasie występująca pod nazwą Polonia Elbląg). Po dobrych występach w III lidze, w roku 1996, trafił do I-ligowego Sokoła Tychy. Od tamtej pory występował w zespołach grających w najwyższej klasie rozgrywkowej w Polsce. Największe sukcesy święcił w Polonii Warszawa, z którą, w sezonie 1999/00, zdobył m.in. Mistrzostwo Polski (trenerem tamtej drużyny był Dariusz Wdowczyk, a w ataku Bykowski występował razem z Emmanuelem Olisadebe). W roku 2003 rozpoczął grę w lidze greckiej. Po sezonie spędzonym w OFI Kreta przeszedł do jednego z najlepszych klubów greckich Panathinaikosu. W sezonie 2005/06 grał w polskiej ekstraklasie w zespole Górnika Łęczna, po czym wrócił do Grecji, aby kontynuować karierę w tamtejszej lidze.
Na początku stycznia 2010 podpisał 1,5 roczny kontrakt z Polonią Bytom.
Rok później złożył podpis pod 1,5 rocznym kontraktem z klubem ŁKS Łódź.
Po zakończeniu kariery zawodniczej wraz z Marcinem Mięcielem założył i prowadzi w Warszawie Szkołę Techniki Futbolu „Champion”, której został wiceprezesem i pracuje jako trener.

## Sukcesy
Mistrzostwo Polski:
- 1999/2000 z Polonią Warszawa

Puchar Polski:
- 2000/2001 z Polonią Warszawa

Superpuchar Polski:
- 2000/2001 z Polonią Warszawa

Puchar Ligi:
- 1999/2000 z Polonią Warszawa